# Tenet (film)
Tenet (stilizat ca TENET) este un film american scris și regizat de Christopher Nolan, care l-a și produs alături de soția sa, Emma Thomas.

## Distribuție
- John David Washington: Protagonistul
- Robert Pattinson: Neil
- Elizabeth Debicki: Katherine "Kat" Barton
- Dimple Kapadia: Priya
- Martin Donovan: Fay
- Fiona Dourif: Wheeler
- Yuri Kolokolnikov: Volkov
- Himesh Patel: Mahir
- Clémence Poésy: Barbara
- Aaron Taylor-Johnson: Ives
- Michael Caine: Sir Michael Crosby
- Kenneth Branagh: Andrei Sator